# Celtis sinensis
Celtis sinensis är en hampväxtart som beskrevs av Christiaan Hendrik Persoon. Celtis sinensis ingår i släktet Celtis och familjen hampväxter. Utöver nominatformen finns också underarten C. s. nervosa.

## Bildgalleri

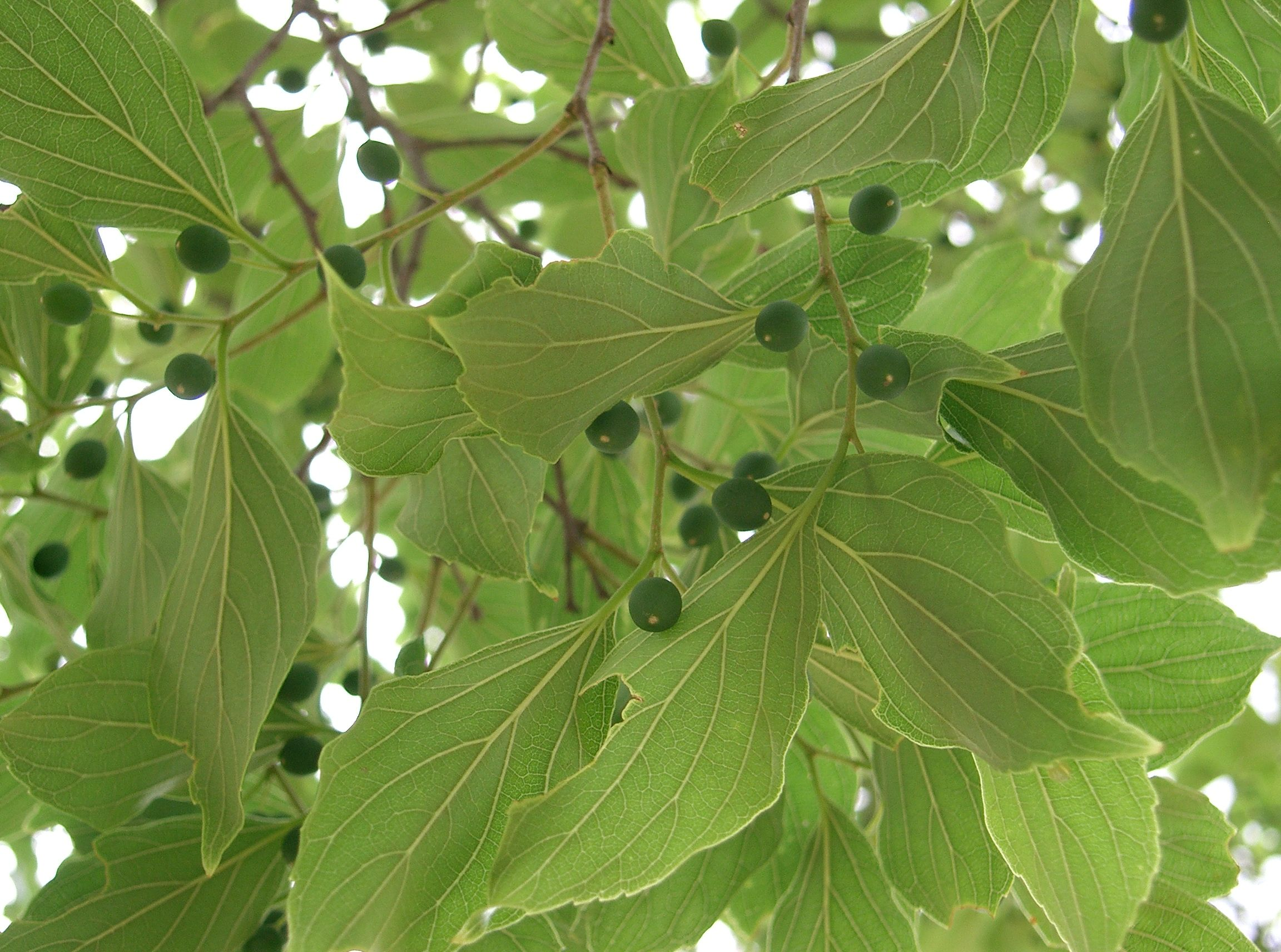
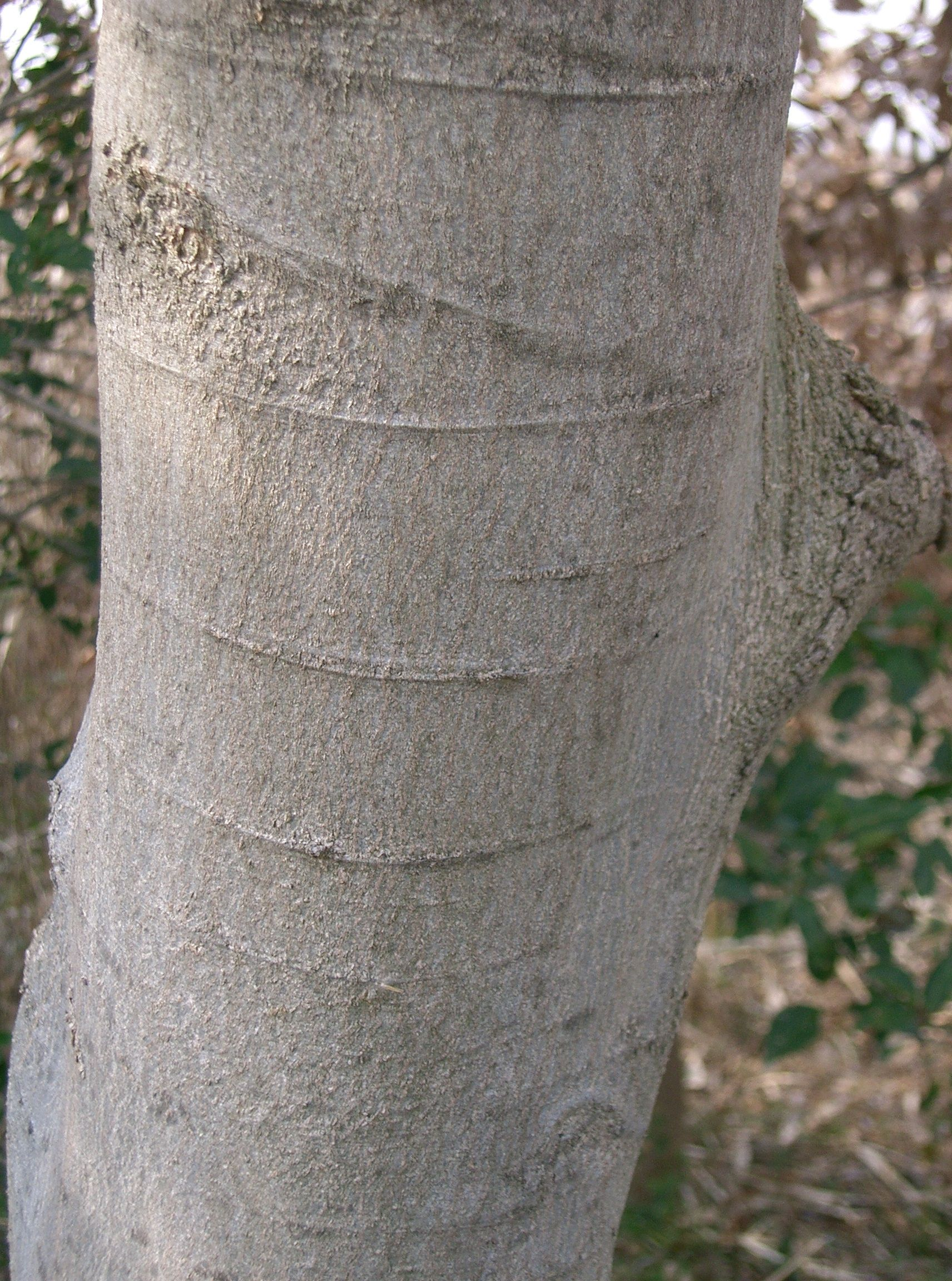
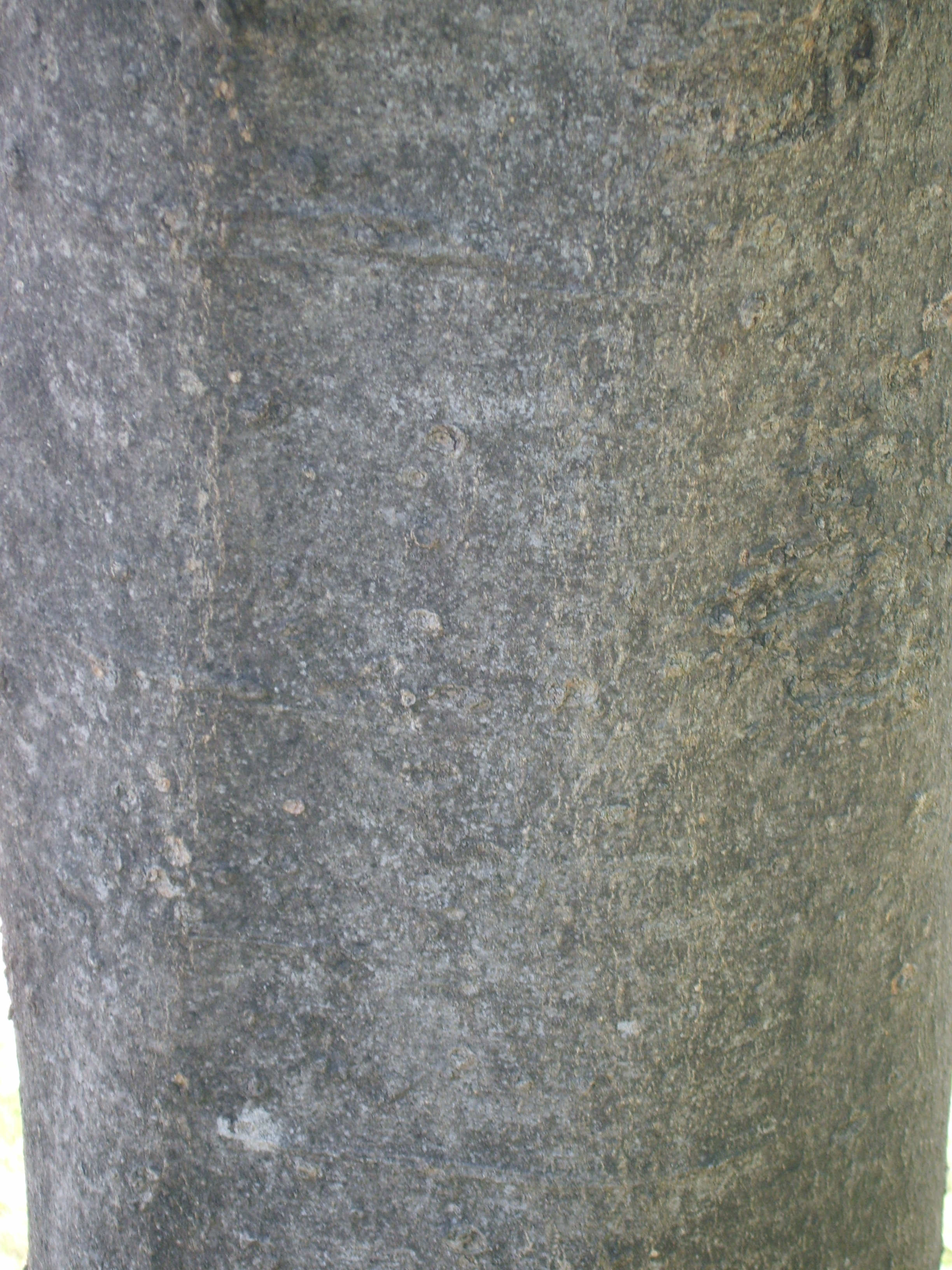
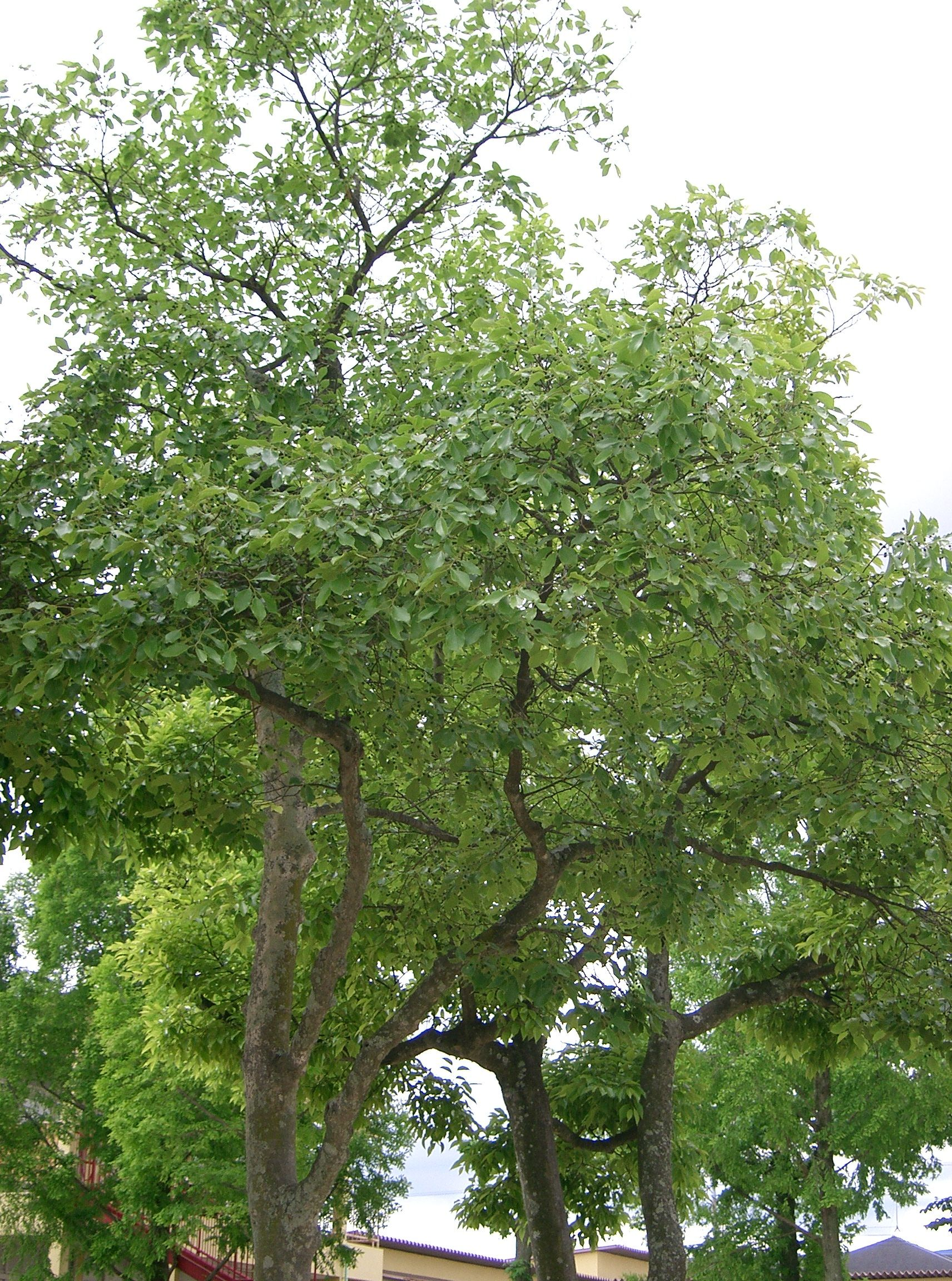
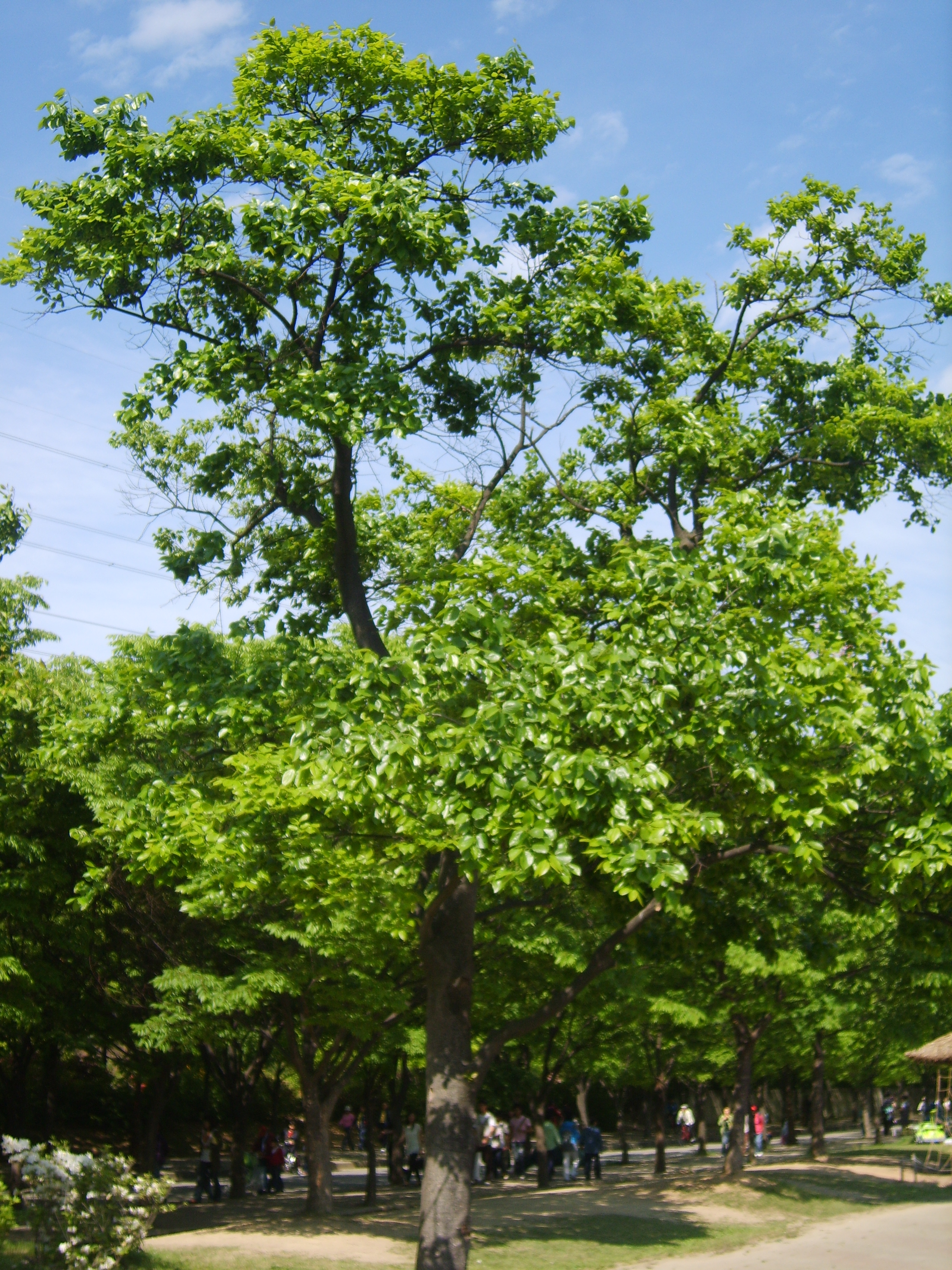
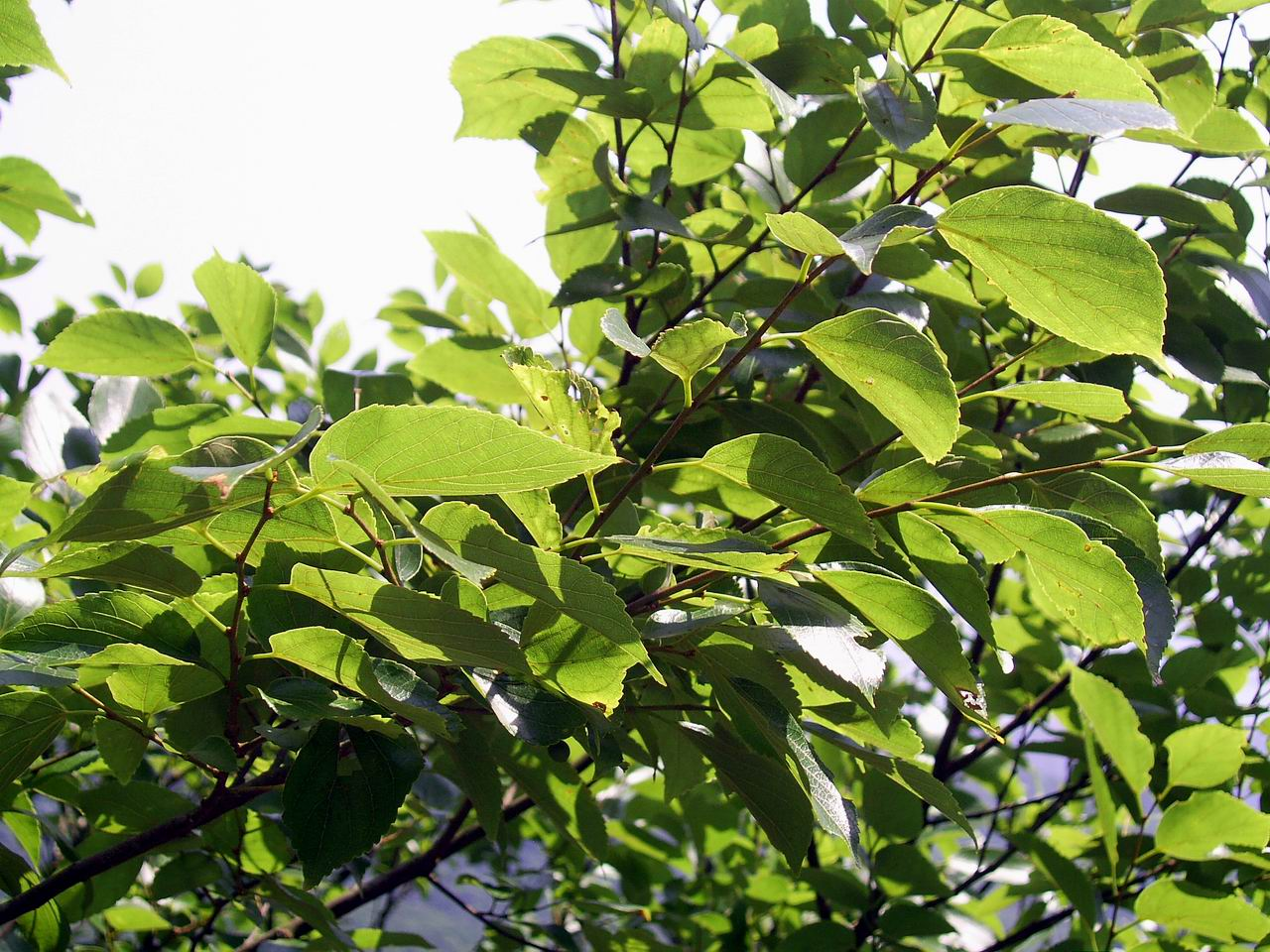